# Luigi Beggiato
Luigi Beggiato (Monselice, 7 aprile 1998) è un nuotatore italiano.

## Carriera
Ai campionati europei di Funchal, nel 2021, ha conquistato una medaglia d’argento (nei 50 metri stile libero S4) e due medaglie di bronzo (100 e 200 metri stile libero S4). Ai Giochi paralimpici di Tokyo 2020 dello stesso anno ha vinto due medaglie d'argento, rispettivamente nei 100 metri stile libero S4 e nella staffetta 4x50 m stile libero mista 20 punti (con Giulia Terzi, Arjola Trimi e Antonio Fantin), ed una medaglia di bronzo nei 50 metri stile libero S4. Ha inoltre ottenuto un quarto posto nei 200 metri stile libero S4.
Insieme a Giacomo Bertagnolli, Martina Caironi, Oxana Corso e Ambra Sabatini è tra i primi 5 atleti paralimpici italiani ufficialmente arruolati in un gruppo sportivo militare, grazie alla firma con il Gruppo Sportivo Fiamme Gialle, avvenuta il 22 febbraio 2022.
Nel 2022, ai campionati mondiali di Funchal, complice un infortunio ai lombari occorso durante la finale dei 100 metri stile libero S4, non è riuscito a ripetere i risultati dell’anno precedente, ottenendo comunque una medaglia di bronzo nella staffetta 4x50 stile libero assieme a Giulia Ghiretti, Monica Boggioni e Antonio Fantin, due quinti posti (100 e 50 metri stile libero S4) e un quarto posto (200 metri stile libero S4).

## Palmarès
- Giochi Paralimpici

Tokyo 2020: argento nei 100m sl S4 e nella 4x50m sl (20 pti.), bronzo nei 50m sl S4.
- Campionati mondiali IPC

Funchal 2022: bronzo nella 4x50m sl (20 pti.).
- Campionati europei IPC

Funchal 2021: argento nei 50m sl S4, bronzo nei 100m sl S4 e nei 200m sl S4.
Funchal 2024: bronzo nei 200m sl S4.